# Facultad de Ciencias Jurídicas y Políticas
La Facultad de Ciencias Jurídicas y Políticas es una facultad de la Universidad Rey Juan Carlos. Tiene su sede en el Campus de Madrid-Vicálvaro, aunque también imparte docencia en los campus de Aranjuez, Alcorcón, Fuenlabrada y Móstoles.

## Historia y descripción
Fundada en 1996 como Facultad de Ciencias Jurídicas y Sociales, fue uno de los centros fundacionales de la Universidad Rey Juan Carlos. Cuenta con campus propio desde 1998 y figura entre las facultades públicas más modernas de la Comunidad de Madrid.
Se ubica en el madrileño distrito de Vicálvaro, en el emplazamiento que anteriormente ocupaba el cuartel del ejército de Vicálvaro, edificio célebre por la Vicalvarada. El campus se compone de cinco edificios: el Decanato, el Aulario, la Biblioteca Universitaria Miguel de Cervantes, La Residencia Universitaria José Pérez Vargas y el Edificio Departamental. Su oferta universitaria consiste en grados, másteres oficiales, máster propios de la universidad y doctorados en ciencias sociales, todos adaptados al EEES. 
El aulario del campus está dotado de la gran mayoría de las aulas donde se imparten la mayor parte de la titulaciones ofertadas dentro de este campus. Dispone, además, de una capilla, servicio de cafetería, reprografía, librería especializada en material para las titulaciones ofertadas, dos aulas de informática y una oficina del Banco Santander.
La facultad edita, en conjunto con Unión Editorial, la revista de ciencias sociales Procesos de mercado. El Instituto Juan de Mariana patrocina uno de los masterados de la facultad, el Máster de Economía de la Escuela Austriaca, dirigido por Jesús Huerta de Soto; mientras que la facultad da aval académico al Congreso de Economía Austriaca, un evento internacional organizado por el instituto.
En 2023 es renombrada como Facultad de Ciencias Jurídicas y Políticas, ya que se escinden de ella los estudios relacionados con la economía, la empresa, las humanidades, la educación y el deporte, que pasan a impartirse en facultades independientes.

## Estudios ofertados en la facultad[6]

### Grados
- Grado en Ciencia Política y Gestión Pública
- Grado en Derecho
- Grado en Relaciones Laborales y Recursos Humanos
- Grado en Criminología
- Grado en Relaciones Internacionales
- Grado en Trabajo Social

### Dobles grados
- Doble Grado en Ciencia Política y Gestión Pública y Derecho
- Doble Grado en Ciencia Política y Gestión Pública y Economía
- Doble Grado en Ciencia Política y Gestión Pública y Periodismo
- Doble Grado en Criminología y Derecho
- Doble Grado en Criminología e Ingeniería Informática
- Doble Grado en Derecho y Periodismo
- Doble Grado en Derecho y Relaciones Laborales y Recursos Humanos
- Doble Grado en Derecho e International Relations
- Doble Grado en International Relations y Protocolo, Organización de Eventos y Comunicación Corporativa

### Titulaciones online
- Grado en Derecho

### Titulaciones extinguidas
Licenciaturas
- Licenciatura en Derecho.
- Licenciatura en Economía.
- Licenciatura en Administración y dirección de empresas.
- Licenciatura en Periodismo.
- Licenciatura en Comunicación audiovisual.
- Licenciatura en Publicidad y Relaciones públicas.
- Licenciatura en Investigación y técnicas de mercado.
- Licenciatura en Ciencias del trabajo.

Diplomaturas
- Diplomatura en Gestión y administración pública.
- Diplomatura en Relaciones laborales.
- Diplomatura en Turismo.
- Diplomatura en Ciencias empresariales.
- Ingeniería técnica en informática de gestión.

Dobles titulaciones
- Licenciatura en Administración y dirección de empresas, y licenciatura en Derecho.
- Licenciatura en Administración y dirección de empresas, e ingeniería técnica en informática de gestión.
- Licenciatura en Periodismo y Licenciatura en Economía.
- Licenciatura en Periodismo y Derecho.
- Licenciatura en Comunicación audiovisual, y Licenciatura en Administración y dirección empresas.
- Licenciatura en Derecho y Diplomatura en Relaciones laborales.
- Licenciatura en Publicidad y Relaciones públicas, y Licenciatura en Administración y dirección de empresas.
- Licenciatura en Derecho y Licenciatura en Economía.
- Licenciatura en Derecho y Diplomatura en Gestión y administración pública.
- Licenciatura en Administración y dirección de empresas, y Diplomatura en Turismo.
- Licenciatura en Periodismo y Licenciatura en Comunicación audiovisual.